# Stake Technologies
Stake Technologies株式会社（ステイクテクノロジーズ、英: Stake Technologies, Inc.）は、東京都港区に本社を置き、ブロックチェーン等のIT技術を用いて次世代のWebであるWeb3.0の実現を目指す日本の企業。
東京大学の修士、博士、研究員を中心に2019年1月に設立され、最先端の研究分野における技術的な強みを活かしたブロックチェーンの研究開発、プロダクト開発、コンサルティング、教育事業を行っている。

## 概要
ブロックチェーンのインフラ開発事業を中心とし、主にPlasm Networkと呼ばれる独自ブロックチェーンの作成と、ブロックチェーンを用いた実証実験や商用実装を企業向けに行っている。Plasm Networkは独自の国産パブリックブロックチェーンでありブロックチェーンの技術的な課題であるスケーラビリティ問題の解決に注力している。2020年3月から4月にかけてPlasm Networkの事前参加者登録を行い、30日で3億円を超える事前参加申込額を集めた。また、このブロックチェーンは世界有数の財団であるWeb3財団の開発するブロックチェーンであるPolkadotと相互運用性を持つことも大きな特徴となっており、Web3財団から複数回に及ぶ助成金を獲得している。企業向けには、東証第２部のiStudy株式会社やブロックチェーンスタートアップ株式会社クリプトエコノミクスラボと業務提携を結び企業向けにブロックチェーンを用いた開発、運用サービスを提供している。
その他にも、カルフォルニア州立大学バークレー校（通称： UC Berkeley）やシンガポール政府の支援するのアクセラレーションプログラムへの参加、Ethereum（イーサリアム）の創業者兼技術責任者であるGavin Wood氏の会社であるParity Technologies（パリティテクノロジーズ）社と業務連携を行うなどの実績を持つ。

## 沿革
- 2019年
  - 1月21日 - 会社設立
  - 6月6日 - 株式会社クリプトエコノミクスラボと業務提携を結ぶ[8]
  - 7月3日 - Web3財団の助成金プログラムに採択されWeb3財団の選出する世界22社/プロジェクトの1つに（7月3日時点）[9]
  - 8月5日 - シンガポール政府の支援するブロックチェーンインキュベーションプログラムに参加[10]
  - 10月25日 -Web3財団の助成金プログラムに2度目の採択[11]
  - 12月9日 - iStudy株式会社と業務提携を開始[12]
  - 12月10日 -Web3財団から国内最多（12月10日時点）となる3度目の助成金を獲得[13]
- 2020年
  - 2月6日 - 株式会社クリプトエコノミクスラボと資本提携を結ぶ[14]
  - 2月6日 - Web3.0財団より世界最多（2月6日時点）となる4度目の助成金を獲得
  - 3月10日 - 日本初、カリフォルニア州立大学バークレー校（通称：UC Berkeley）の主催するブロックチェーンアクセラレーションプログラムにステイクテクノロジーズが採択[15]
  - 4月3日 - Parity Technologies（パリティテクノロジーズ）社と業務連携を発表[16]